# 二次飛行員沙嘴
二次飛行員沙嘴是俄羅斯的島嶼，位於楚科奇海，由楚科奇自治區負責管轄，長52.5公里、寬1公里，最高點海拔高度11米，平均潮汐高度為2米，是海象和海豹的棲息地。